# Pasarela Eiffel
La pasarela Eiffel o pasarela San-Juan es un antiguo puente metálico ferroviario ubicado sobre el Garona en Burdeos. 
Fue construida entre 1858 y 1860. Concebida por Stanislas de la Laroche-Tolay con Paul Régnauld como ingeniero jefe y su joven colaborador Gustave Eiffel, que garantizó el seguimiento de los trabajos.
En el marco del proyecto Euratlantique, la pasarela se hizo peatonal.

## Historia
La pasarela permitió conectar las redes de dos compañías ferroviarias: la Compañía de los Ferrocarriles del Mediodía y la Compañía del Ferrocarril de París a Orleans. Inicialmente los viajeros tenían que bajar en la estación de Orleans, ubicada en el margen derecho del Garona, y tenían que cruzar a la estación San-Juan, ubicada en el margen izquierdo, por el puente de piedra o en barco. 
La pasarela fue ideada en 1858 por Stanislas de la Laroche-Tolay, ingeniero de caminos, canales y puertos, con Paul Régnauld como ingeniero jefe de la Compañía de los Ferrocarriles del Mediodía y Gustave Eiffel, entonces joven ingeniero de 26 años, que se responsabilizó de la dirección de la obra. Gustave se ocupó  en particular de la base de la obra, proponiendo su idea con la técnica de perforación con aire comprimido durante la ejecución de los pilares tubulares (Procedimiento Triger). Ahora bien Gustave Eiffel fue el autor de un estudio: La perforación por presión hidráulica de los pilares con relación a esta nueva técnica. Este éxito le valió a Eiffel un primer reconocimiento en el área de la construcción metálica. Gustave Eiffel reutilizará esta técnica en particular en 1887 para la construcción de la Torre Eiffel. Efectivamente, en el Sena, las perforaciones estaban ubicadas en un antiguo brazo lleno del Sena. Con el fin de que los obreros pudieran trabajar en buenas condiciones, se utilizaron cuatro arcones metálicos estancos. 

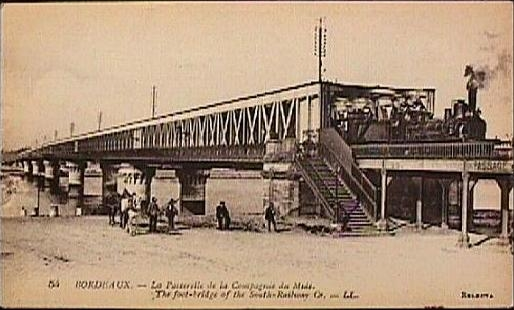
La pasarela en 1900.

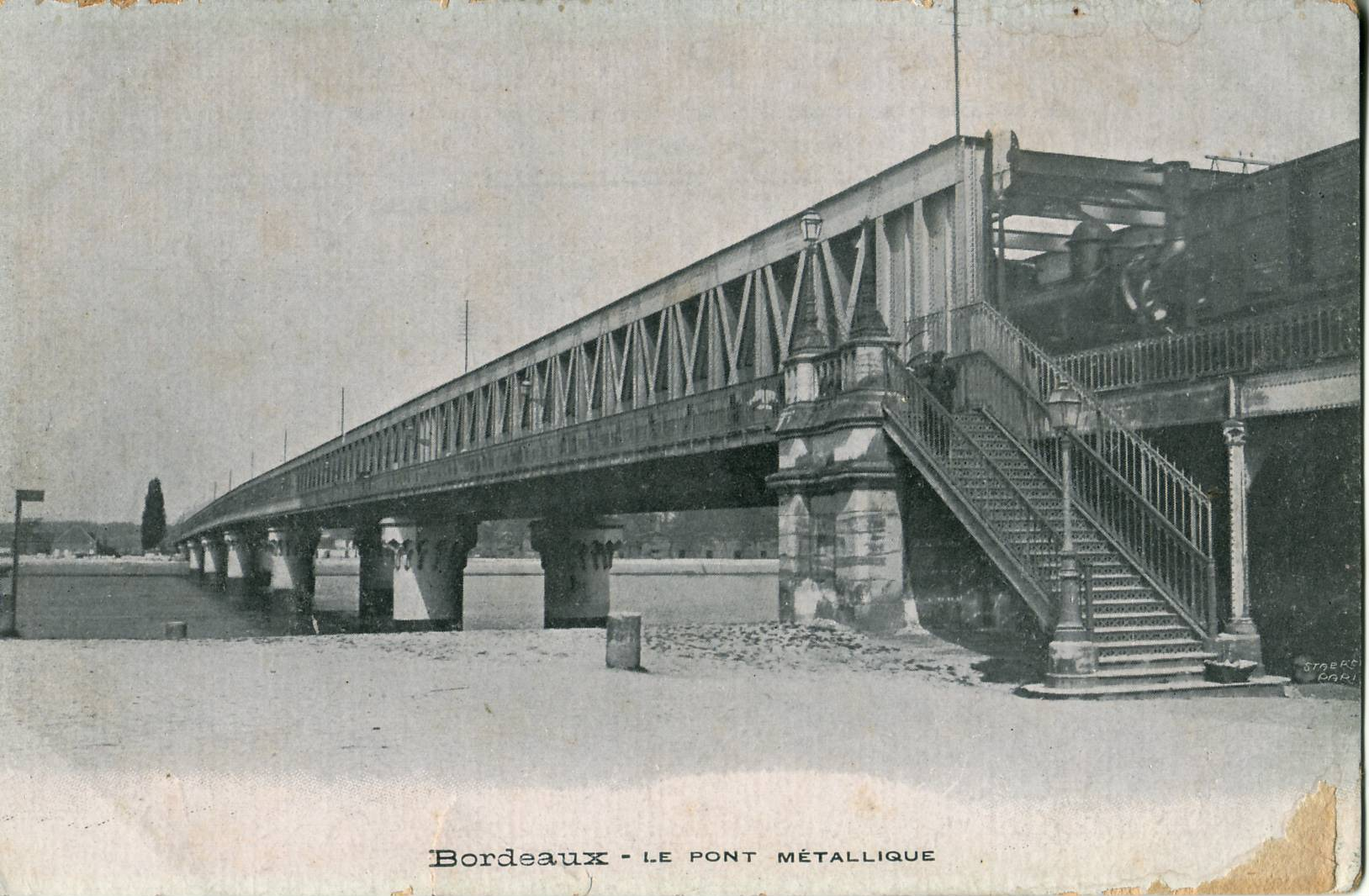
Otra vista de la misma época.

La pasarela metálica es de tipo puente recto en chapa de hierro enlucida asamblada y remachada con largas vigas horizontales endurecidas por cruces de san Andrés. La pasarela tiene una longitud de 509,69 metros con un faldón de 8,60 metros de ancho. Descansa sobre 6 pilares en mampostería y 2 estribos para acceder a ella. 
Los trabajos estuvieron dirigidos por Charles Nepveu hijos, representante de la empresa en Burdeos, por Gustave Eiffel, jefe de servicio de la empresa del puente, y por el señor Haussen, supervisor de los trabajos. Comenzaron el 15 de septiembre de 1858 y acabaron durante el mes de agosto de 1860. La pasarela se abrió al público el 1 de septiembre de 1860 después de las pruebas de carga que se realizaron el 13 de agosto. La inauguración tuvo lugar el 25 de agosto de 1860. Le Monde illustré del 25 de agosto de 1860 reconoció la estética de la pasarela Saint-Jean, agradeció al señor Stanislas de la Laroche-Tolay y al señor Régnault y citó: «Señor Gustave Eiffel, jefe de servicio de la empresa, cuyo talento precoz deja concebir brillantes esperanzas».

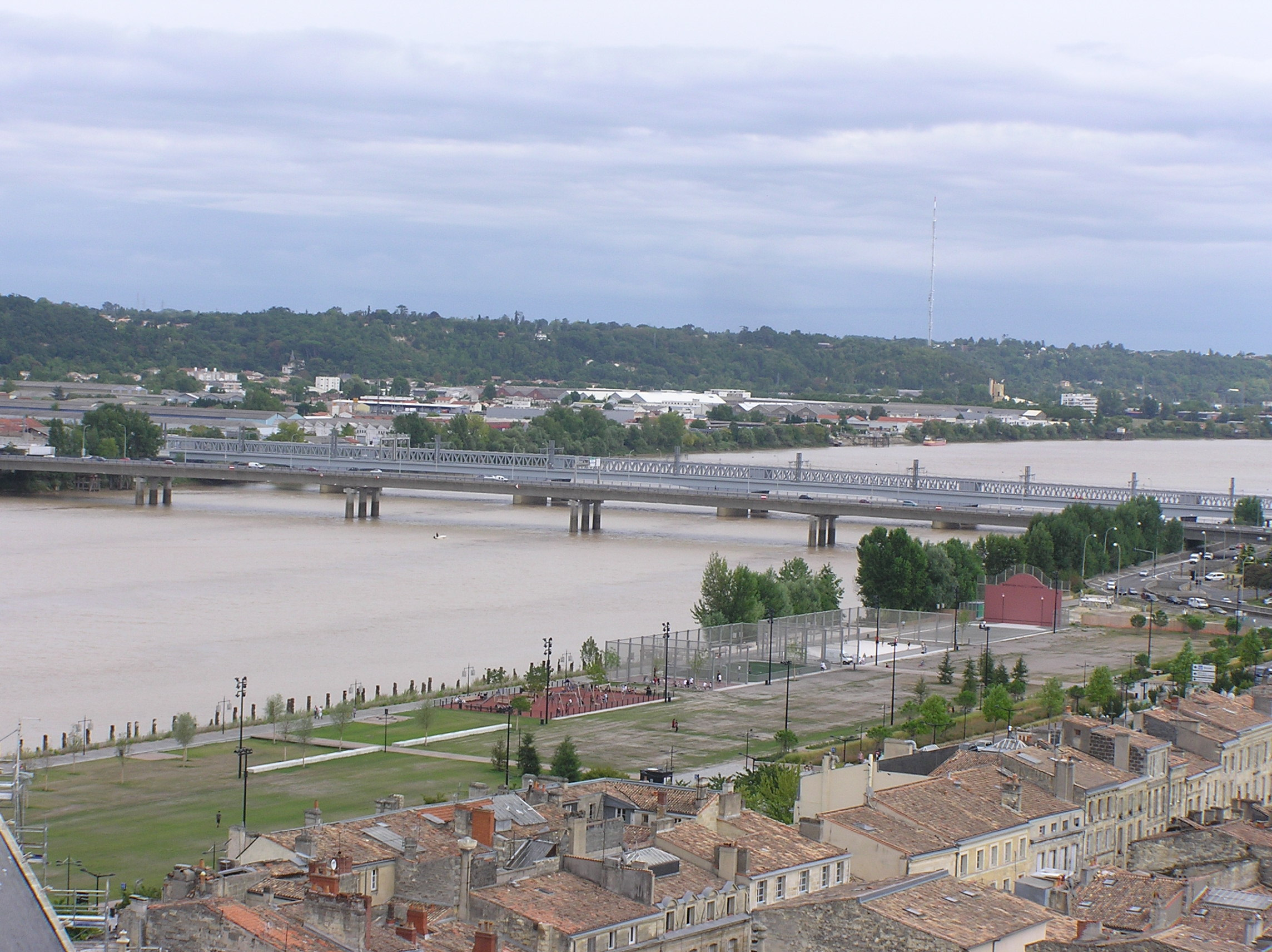
La pasarela vista desde la aguja de Saint-Michel.

En 1862 una pasarela peatonal se añadió en el lado de la corriente. Pero fue desmontada en 1981 por considerarla peligrosa.
Durante los dos últimos años de su uso, la pasarela Eiffel tenía sólo dos carriles con velocidad limitada a 30 km/h, creando un cuello de botella responsable de la saturación del tráfico con destino o procedencia del Norte de Francia. Con el objetivo de eliminar el tapón ferroviario de Burdeos, la Red Ferroviaria de Francia construyó un segundo puente de cuatro carriles. Se abrió a la circulación ferroviaria el 11 de mayo de 2008, después de la última circulación por la pasarela que tuvo lugar el 8 de mayo de 2008. La puesta en servicio completa de los cuatro carriles se realizó en 2010.

## Incidente
Gustave Eiffel, que trabajaba sobre la pasarela, salvó la vida de un obrero que se había caído al Garona, sumergiéndose en el río para sacarlo del agua antes de que se ahogara.

## Evolución de la pasarela
Después de la realización del nuevo viaducto adaptado al paso de los TGV, se consideró destruir la pasarela Eiffel, ya obsoleta. Sin embargo, la intervención del director del Centro del Patrimonio Mundial de la Unesco, Francesco Bandarin, permitió interrumpir el proyecto de demolición previsto durante el verano de 2008 y entablar una reflexión para encontrar soluciones que permitieran conservar la obra. Así, la ministra de la Cultura y de la Comunicación Christine Albanel junto con el alcalde de Burdeos Alain Juppé decidieron proponer la pasarela como monumento histórico.
En primavera de 2009, el prefecto Francis Idrac presidió la Comisión regional del patrimonio y de los sitios históricos. Esta comisión acordó inscribir la pasarela Eiffel en la lista de monumentos históricos. Así la pasarela tendría que ser conservada y transformada en espacio lúdico.
La pasarela fue finalmente clasificada como monumento histórico por decreto del 22 de febrero de 2010. El arquitecto Jean de Giacinto concibió, en colaboración con el artista plástico David Durand, una iluminación de la obra.
Bajo el proyecto Euratlantique, la pasarela será peatonal el próximo año 2020.